# 森尼维尔站
森尼维尔站（英語：Sunnyvale station）位于美国加利福尼亚州森尼韦尔，是加州列车（Caltrain）的车站之一。该站为旧金山、圣马刁县和圣克拉拉县的通勤者提供服务。